# كلية دار الدعوة والعلوم الإنسانية
كلية دار الدعوة والعلوم الأنسانية أنشأت بتاريخ 2007م. بدأت كمدرسة أيتام برفح، ثم تم تطويرها سنة 2009 لتصبح مدرسة للأيتام وكلية تعليمية لتخصص الدبلوم المتوسط. تقدم الكلية العون منذ نشأتها إلى القادمين والوافدين إليها لانها ليس كباقي الكليات الذي تعتمد نظام الرسوم الطلابية، بل تكتفي بملغ بسيط جدا ثمن بعض الاوراق والأجرائات. إلى أن تم قصف هذة الكلية في حرب ومجرزة إسرائيل على قطاع غزة بعد تنفيذ المقاومة الفلسطينية عملية الوهم المتبدد شرق مدينة رفح، وخطف الجندي الإسرائيلي جلعاد شاليط. وقد تم تدمير هذة البناية الخيرية والكلية الدينية على يد طائرات الاحتلال الإسرائيلية، والذي حصدت الكثير من منازل المواطنين في قطاع غزة في ذاك الوقت. إلا أن المسيرة التعليمية كان يجب أن تمتد وأن تصمد في هذه الكلية الدينية. وقد تم نقل الكلية إلى (مقر بلدية رفح)، في مدينة رفح واكمال الطلبة تعليمهم هناك في مبنى البلدية. ولم يقتصر على ذلك. بل استأجرت الكلية مكان في نادي الجماعي في حي البرازيل جنوب مدينة رفح، واستقر المكان المؤقت هناك، وهنا قد دعمت الكلية بعض التخصصات مثل الصحافة الإلكترونية وتكنولوجيا المعلومات بلإضافة إلى التخصص الرسمي وهو الدراسات الإسلامية.